# Jan Szumowski
Jan Szumowski (Szomowski) herbu Lubicz (zm. między 8 a 24 czerwca 1678 roku) – podskarbi nadworny koronny w latach 1668–1678, wielkorządca krakowski w latach 1675–1678, stolnik sandomierski w latach 1658–1662, podczaszy chełmski w 1655 roku, starosta opoczyński w latach 1662-1678, dyplomata.
Poseł sejmiku opatowskiego na sejm 1655 roku, sejm 1664/1665 roku, poseł na sejm 1662 roku. Poseł na sejm konwokacyjny 1668 roku z województwa sandomierskiego. Był członkiem konfederacji generalnej zawiązanej 5 listopada 1668 roku na tym sejmie. W 1669 roku był elektorem Michała Korybuta Wiśniowieckiego z województwa sandomierskiego, podpisał jego pacta conventa. Był członkiem konfederacji malkontentów w 1672 roku. Elektor Jana III Sobieskiego z województwa sandomierskiego w 1674 roku, podpisał jego pacta conventa. Poseł na sejm koronacyjny 1676 roku. Poseł na sejm 1677 roku z województwa sandomierskiego.